# Starý Dvůr (Kout na Šumavě)
Starý Dvůr je malá vesnice, část obce Kout na Šumavě v okrese Domažlice. Nachází se asi 1,5 km na severovýchod od Koutu na Šumavě. Je zde evidováno 11 adres. Trvale zde žije 18 obyvatel.
Starý Dvůr leží v katastrálním území Kout na Šumavě o výměře 11,09 km2.
Ve vesnici a v její blízkosti se nachází množství památných stromů - většinou dubů.

## Další fotografie

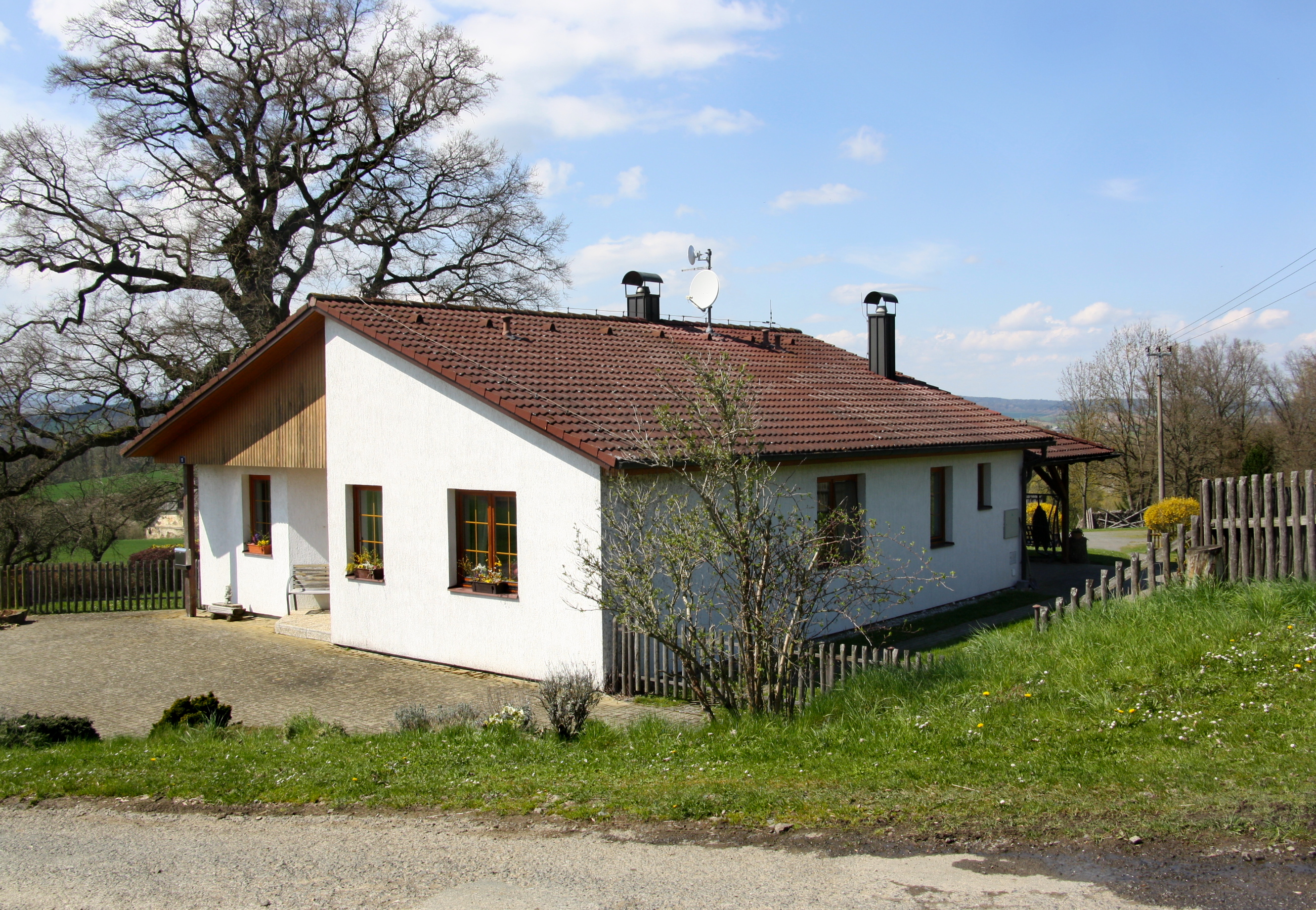
Dům č. 11
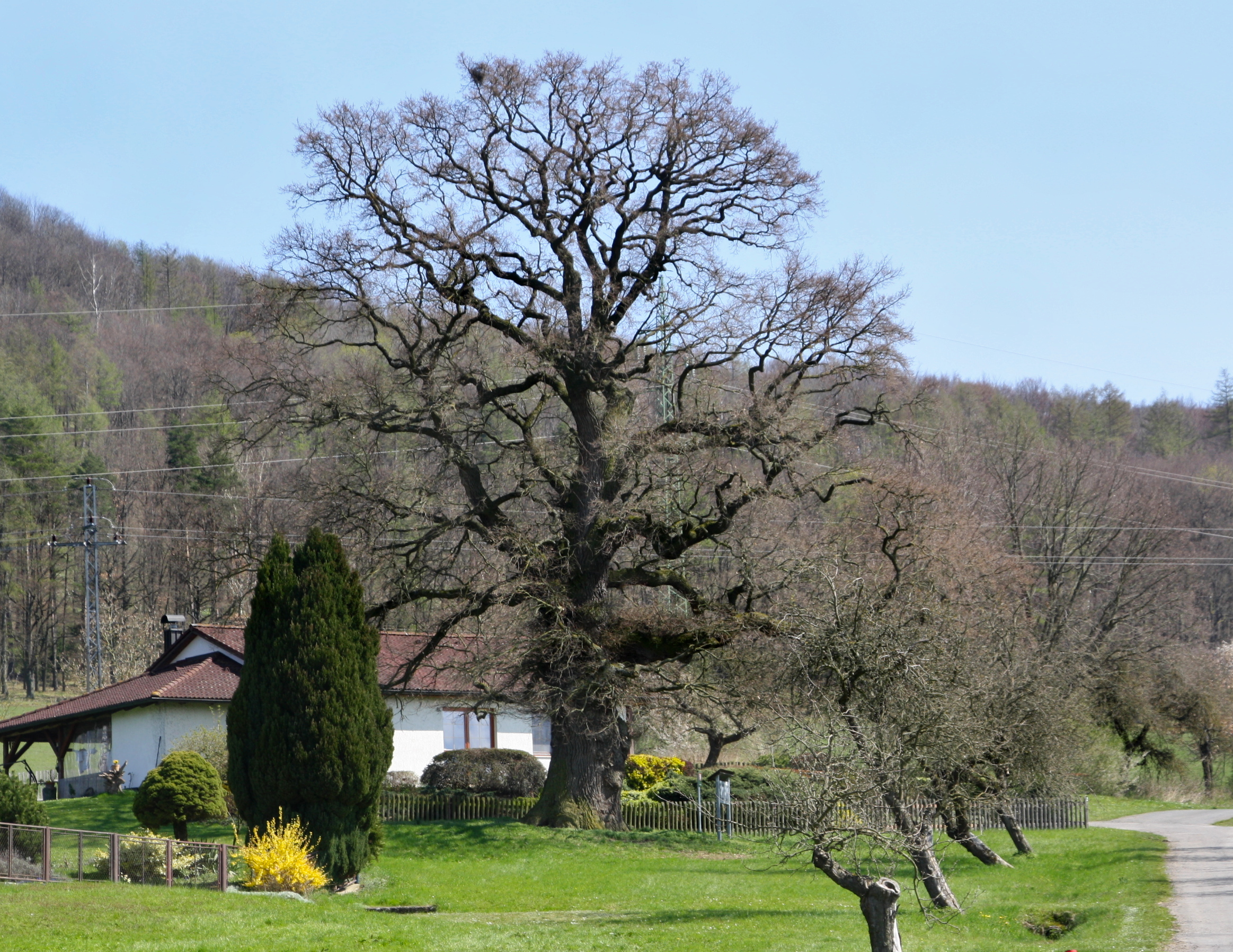
Jeden z mohutných dubů
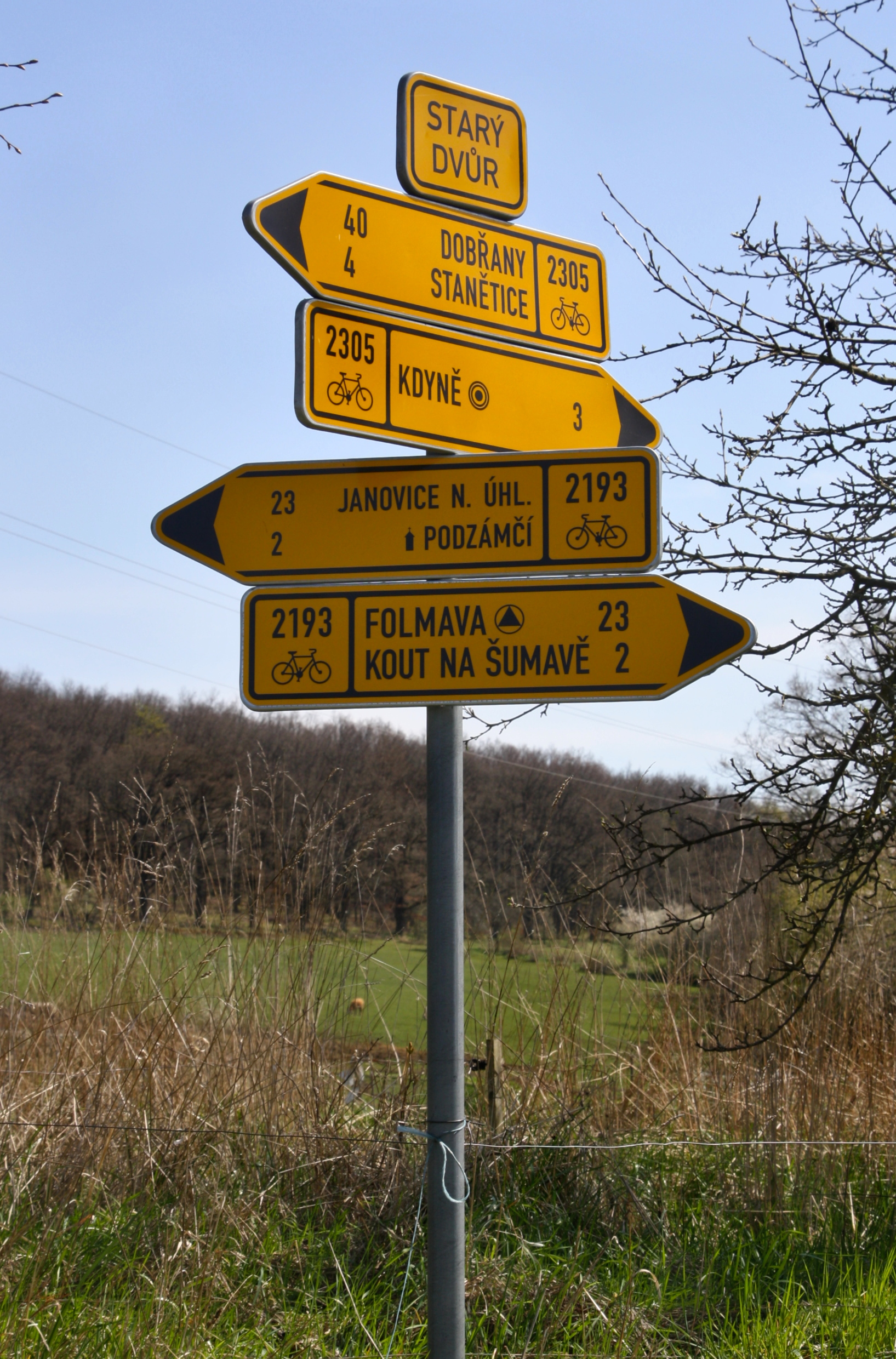
Cyklistický rozcestník
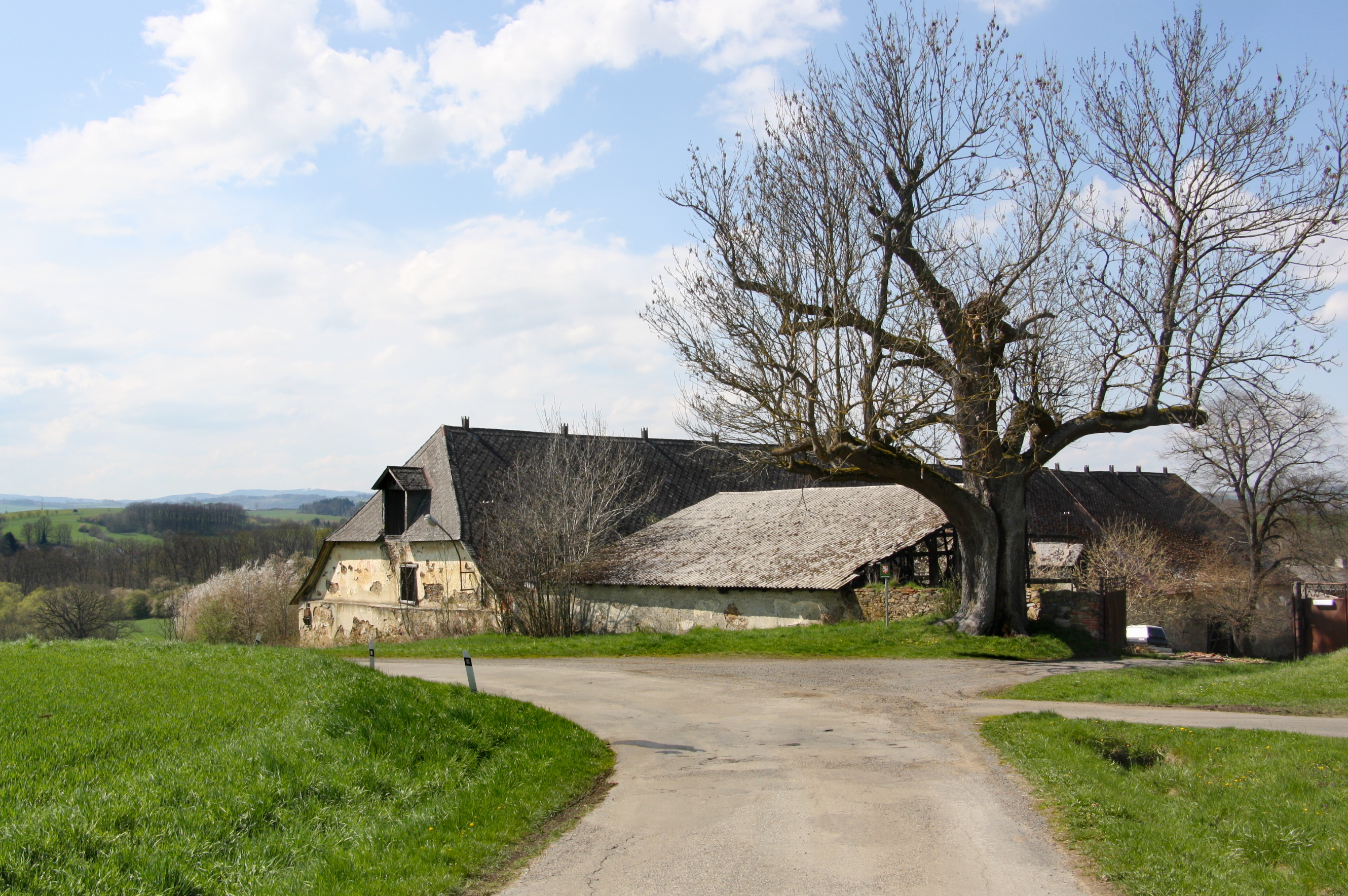
Statek s památným jasanem